# Francesco Pio Tamburrino
Francesco Pio Tamburrino, OSB (Oppido Lucano, Itália, 6 de janeiro de 1939) foi arcebispo católico romano da Arquidiocese de Foggia-Bovino de 2003 a 2014. Foi vice-presidente da Conferência Episcopal de Apúlia, Itália.

## Biografia
Mudou-se com a família quando criança para Cesano Maderno e, aos 11 anos, ingressou na Abadia Beneditina de Praglia, onde frequentou o ginásio.
Ele cursou o ensino médio em Parma, Itália, e depois os dois anos de filosofia na Abadia de Pia.
Formou-se em teologia pelo Pontifício Ateneu Santo Anselmo, em Roma. Em 11 de outubro de 1955 fez a profissão monástica na Ordem de São Bento.
Em 29 de agosto de 1965 foi ordenado sacerdote da Ordem de São Bento e em 29 de novembro de 1989 foi nomeado Abade da Abadia Territorial de Montevergine.
Em 14 de fevereiro de 1998, foi nomeado Bispo da Diocese de Teggiano-Policastro. Foi consagrado em 25 de março de 1998, pelo Cardeal Michele Giordano, Arcebispo de Nápoles, e os arcebispos Gerardo Pierro e Serafino Sprovieri servindo como co-consagradores.
Em 27 de abril de 1999 foi designado para a Cúria Romana como secretário do Dicastério para o Culto Divino e a Disciplina dos Sacramentos.
Sua nomeação final, em 2 de agosto de 2003, foi como Arcebispo Metropolitano de Foggia–Bovino, cargo do qual se aposentou em 11 de outubro de 2014.